# Rhoda Scott

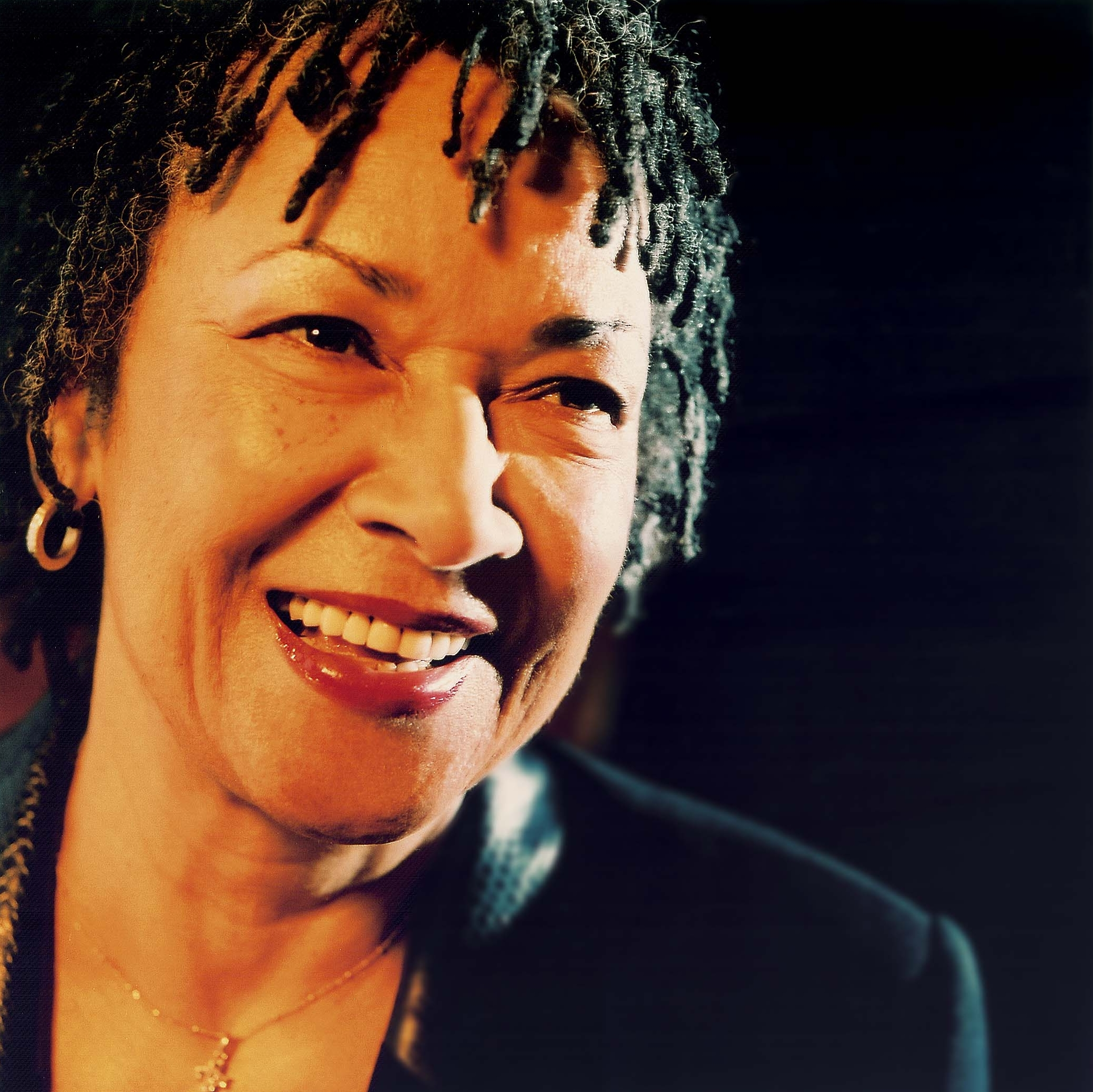
Rhoda Scott

Rhoda Scott (* 3. Juli 1938 in Dorothy, New Jersey) ist eine afroamerikanische Hard-Bop und Soul-Jazz-Organistin.

## Werdegang
Als Tochter eines Pastors der African Methodist Episcopal Church verbrachte Scott den größten Teil ihrer Kindheit in New Jersey, wo sie seit ihrem 7. Lebensjahr in den Kirchen, in denen ihr Vater angestellt war, das Orgelspiel erlernte. Bald war sie Organistin bei den Jugend- und Gospelchören in der Kirche ihres Vaters oder in anderen Kirchen. Später studierte Scott klassisches Klavier. Sie konzentrierte sich mehr auf die Orgel und erwarb den Masterabschluss für Musiktheorie an der Manhattan School of Music. Während dieser Zeit wurde sie von einem Chormitglied gebeten in einer kleinen Band als Jazzpianistin mitzuwirken. Unter der Bedingung. Orgel anstatt Klavier zu spielen, erklärte sie sich einverstanden. An der Hammond-Orgel wurde sie mit der Zeit eine überragende Jazzmusikerin.
„Es ist wirklich das schönste Musikinstrument der Welt“, äußerte sie über die Orgel. „Das erste, was ich tat, war meine Schuhe auszuziehen und die Pedale zu bedienen.“ Von da an spielte sie die Kirchenorgel barfüßig. Bis heute setzt sie diese Praxis fort, was ihr den Beinamen „The Barefoot Lady“ einbrachte. Sie gilt als Vorbild für viele, die heute die Orgel ebenfalls barfüßig spielen. Aufgrund ihres Kirchentrainings verwendet Scott die Pedale, um Walking Basslinien zu spielen. Damit hat sie die linke Hand für ausgefeiltere Akkorde frei.
Rhoda Scott wurde von Count Basie entdeckt, der sie für seinen Club in Harlem engagierte. 1967 zog sie nach Frankreich, wo der Erfolg weit größer war als in den Vereinigten Staaten. Sie trat im Pariser Olympia auf und stand mit vielen Größen wie Ray Charles, George Benson, Ella Fitzgerald, Kenny Clarke und Gilbert Bécaud auf der Bühne. In den 1970er Jahren wurde sie häufig von Joe Thomas (Flöte/Tenorsaxophon) und Cees Kranenburg Jr. (Schlagzeug) begleitet.
Rhoda Scotts Musik ist eine dynamische Fusion aus Jazz, Gospel und Klassik und spiegelt sowohl ihre frühe Praxis als auch ihr formales Training wider. Artur Rubinstein nannte sie eine „große Virtuosin“. Sie wurde 2022 zum Mitglied der französischen Ehrenlegion ernannt.

## Diskografie (Auswahl)
- Live at the Key Club (1963), mit Joe Thomas, Bill Elliott
- Live at the Olympia (Emarcy, 1970) mit Joe Thomas, Cees Kranenburg (d)
- Come Bach to me (Universal Music France, 1971)
- Jazz in Paris – Rhoda Scott & Kenny Clarke (Emarcy/Gitanes, 1977)
- Lady Quartet – Live at the Sunset, Paris (Must Record, 2008)
- The Look of Love – A Tribute to Burt Bacharach (DJAZ DISTRIB, 2009)
- We Free Queens (2017, mit Julie Saury, Sophie Alour, Lisa Cat-Berro, sowie Anne Paceo, Géraldine Laurent, Julien Alour)[4]
- Movin’ Blues (Sunset 2020, mit Thomas Derouineau)[5]